# Byrakstugan
Byrakstugan är en svensk film från 1897 regisserad av Ernest Florman. Filmen premiärvisades 14 augusti 1897 på Lumières Kinematograf i Gamla Stockholm som fanns i miniatyrstaden Gamla Stockholm på Stockholmsutställningen 1897. Byrakstugan är en av de första i Sverige inspelade spelfilmerna och den första svenskproducerade med svensk filmfotograf. Längden uppges till cirka 15 meter, vilket räckt någon minut och får alla spekulationer om att den skulle ha varit sensationellt lång att framstå som grundlösa.

## Handling
Tre agerande: barberaren, biträdet och den lantliga kunden. Barberaren tvålar in sin kund vårdslöst och nonchalant och drar fram en strigel, som han fäster kring kundens hals som en snara. Barberaren drar i strigeln så att kundens huvud rycks hit och dit. Kunden blir arg och rusar upp, sparkar till tvättbaljan så tvållöddret ryker och allmänt slagsmål utbryter.